# Eparchia di Odincovo

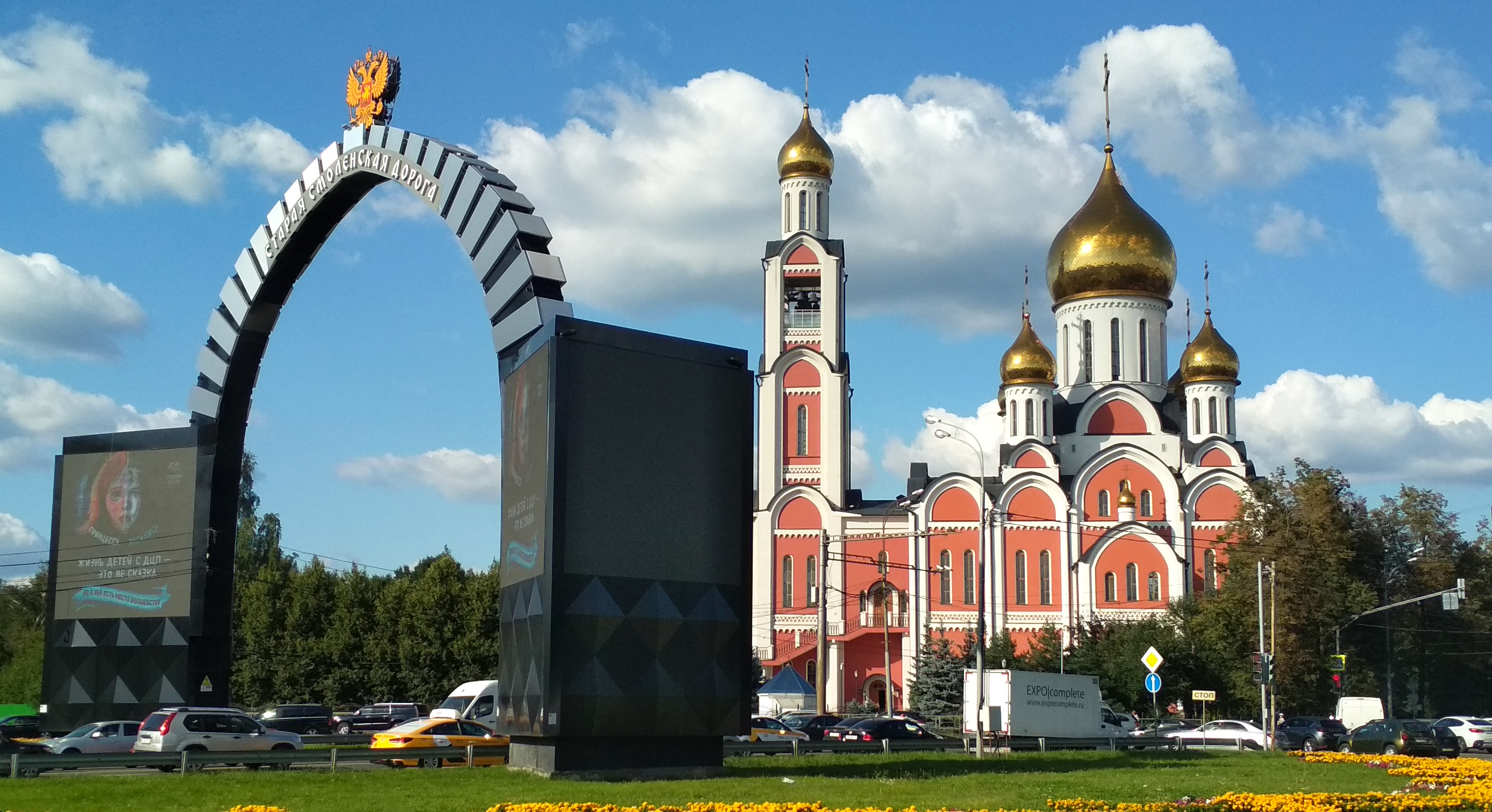
La cattedrale di San Giorgio il Vittorioso di Odincovo.

L'eparchia di Odincovo (in russo Одинцовская епархия?) è una diocesi della Chiesa ortodossa russa, appartenente alla metropolia di Mosca.

## Territorio
L'eparchia comprende le città di Volokolamsk, Istra Krasnogorsk, Lotošino, Možajsk, Naro-Fominsk, Odincovo, Zvenigorod, Ruza, Šachovskaja, Vlasicha, Voschod, Krasnoznamensk e Molodëžnyj nella oblast' di Mosca nel circondario federale centrale.
Sede eparchiale è la città di Odincovo, dove si trova la cattedrale di San Giorgio il Vittorioso.
L'eparca ha il titolo ufficiale di «eparca di Odincovo e Krasnogorsk».

## Storia
L'eparchia è stata eretta dal Santo Sinodo della Chiesa ortodossa russa il 13 aprile 2021 ricavandone il territorio dall'eparchia di Mosca, e contestualmente è entrata a far parte della metropolia di Mosca.